# ミリアーロ
ミリアーロ（伊: Migliaro）は、イタリア共和国エミリア＝ロマーニャ州フェラーラ県フィスカッリアに属する分離集落（フラツィオーネ）。
かつては独立したコムーネであったが、2014年1月1日にマッサ・フィスカッリア、ミリアリーノと合併して新自治体の一部となった。

## 地理

### 位置・広がり

#### 隣接コムーネ
コムーネとしてのミリアーロは、以下のコムーネと隣接していた。
- マッサ・フィスカッリア
- ミリアリーノ
- オステッラート

## 姉妹都市
- Tréveneuc、フランス 1998年